# Adonisea velutina
Adonisea velutina är en fjärilsart som beskrevs av Barnes och Mcdunnough 1912. Adonisea velutina ingår i släktet Adonisea och familjen nattflyn. Inga underarter finns listade i Catalogue of Life.